# Delminichthys adspersus
Espèce
Statut de conservation UICN

 VU  : Vulnérable
Delminichthys adspersus, le Méné tacheté (en croate : imotska gaovica) est une espèce de poissons de la famille des Cyprinidae.
On le trouve en Bosnie-Herzégovine et en Croatie. Ses habitats naturels sont les rivières, les rivières intermittentes, les lacs d'eau douce et les karsts.
Il est menacé par la perte de son habitat.
Le nom scientifique de l'espèce est publié pour la première fois en 1843 par Heckel.